# Apamea oleracea
Apamea oleracea är en fjärilsart som beskrevs av Mohr 1786. Apamea oleracea ingår i släktet Apamea och familjen nattflyn. Inga underarter finns listade i Catalogue of Life.